# Classement des sprints intermédiaires du Tour de France
Le classement des sprints intermédiaires du Tour de France, établi de 1966 à 1989, était l'un des classements annexes de la course à étapes le Tour de France. Le classement des « points chauds » (nom sous lequel se sont popularisés les sprints intermédiaires) est mis en place pour la première fois en 1966, tandis que le maillot distinctif, de couleur rouge, est attribué à partir de 1984. Le maillot rouge et le classement associé disparaissent après 1989, conformément à la volonté de la société organisatrice du Tour de France de limiter les classements annexes et réduire le nombre de maillots distinctifs portés en course. Les sprints intermédiaires continuent cependant d'exister et rapportent des points, mais uniquement pour le maillot vert désormais.
L'appellation de ces sprints intermédiaires a évolué au fil du temps et est en rapport direct avec le sponsor parrainant le classement à ce moment-là : « point chaud » de 1966 à 1976 (Miko, marque de crèmes glacées), puis « rush » (Simca ou Talbot, marque automobile) de 1977 à 1983, et enfin sprint « catch » de 1984 à 1989 et l'introduction du maillot rouge (Catch, marque de produits insecticides).

## Barèmes
|                  |              | 1  | 2  | 3 | 4 | 5 |
| ---------------- | ------------ | -- | -- | - | - | - |
| 1986-1989,       | 1re part     | 6  | 4  | 2 |   |   |
| 1986-1989,       | 2e part      | 15 | 10 | 5 |   |   |
| 1985             | etapes 1-5   | 3  | 2  | 1 |   |   |
| 1985             | etapes 6-11  | 6  | 4  | 2 |   |   |
| 1985             | etapes 12-17 | 9  | 6  | 3 |   |   |
| 1985             | etapes 18-22 | 12 | 8  | 4 |   |   |
| 1981-1984,       | tous etapes  | 8  | 5  | 3 |   |   |
| 1980             | tous etapes  | 5  | 3  | 2 |   |   |
| 1968, 1971-1979, | tous etapes  | 6  | 4  | 3 | 2 | 1 |
| 1970             | tous etapes  | 5  | 4  | 3 | 2 | 1 |
| 1966-1967,       | tous etapes  | 3  | 2  | 1 |   |   |

## Palmarès
| Année | Nom                       | Équipe                         | Autre classement |
| ----- | ------------------------- | ------------------------------ | ---------------- |
| 1966  | Guido Neri                | Molteni                        | -                |
| 1967  | Georges Vandenberghe      | Belgique                       | -                |
| 1968  | Georges Vandenberghe      | Belgique                       | -                |
| 1969  | Eric Leman                | Flandria-De Clerck             | -                |
| 1970  | Cyrille Guimard           | Fagor-Mercier                  | -                |
| 1971  | Pieter Nassen             | Mars-Flandria                  | -                |
| 1972  | Willy Teirlinck           | Sonolor                        | -                |
| 1973  | Marc Demeyer              | Carpenter-Shimano-Flandria     | -                |
| 1974  | Barry Hoban               | Gan-Mercier                    | -                |
| 1975  | Marc Demeyer              | Carpenter-Confortluxe-Flandria | -                |
| 1976  | Robert Mintkiewicz        | Gitane-Campagnolo              | -                |
| 1977  | Pierre-Raymond Villemiane | Gitane-Campagnolo              | -                |
| 1978  | Jacques Bossis            | Renault-Gitane                 | -                |
| 1979  | Willy Teirlinck           | KAS-Campagnolo                 | -                |
| 1980  | Rudy Pevenage             | IJsboerke-Warncke Eis          | Points           |
| 1981  | Freddy Maertens           | Boule d'Or-Sunair              | Points           |
| 1982  | Sean Kelly                | Sem-France Loire               | Points           |
| 1983  | Sean Kelly                | Sem-Reydel-Mavic               | Points           |
| 1984  | Jacques Hanegraaf         | Kwantum Hallen-Yoko            | -                |
| 1985  | Jozef Lieckens            | Lotto-Merckx                   | -                |
| 1986  | Gerrit Solleveld          | Superconfex-Yoko               | -                |
| 1987  | Gilbert Duclos-Lassalle   | Z-Peugeot                      | -                |
| 1988  | Frans Maassen             | Superconfex-Yoko               | -                |
| 1989  | Sean Kelly                | PDM-Ultima-Concorde            | Points           |